# Шато Сален
Шато Сален (фр. Château-Salins) је насељено место у Француској у региону Лорена, у департману Мозел.
По подацима из 2011. године у општини је живело 2441 становника, а густина насељености је износила 226,86 становника/km².

## Демографија
| 1962. | 1968. | 1975. | 1982. | 1990. | 2011. |
| ----- | ----- | ----- | ----- | ----- | ----- |
| 2.312 | 2.392 | 2.479 | 2.461 | 2.437 | 2.441 |